# 蓝山南
蓝山南（日语：藍山みなみ，1982年5月28日—）是一名前日本桃色電影女演员，也是一名AV女優。她曾经出演多部屡获殊荣的桃色电影，2006年，她凭借在此领域的工作而获得了最佳女演员奖。

## 生平与职业生涯
1982年5月28日，蓝山南在東京都出生。2003年，21岁的她开始了作为一名色情片演员的生涯。她首次亮相于桃色电影，是在2003年12月，于上野俊哉导演的《Ambiguous》中，而该作品获得了PG電影大獎最佳影片奖。2004年10月，她与AV偶像苍井空共同出演了由鈴木浩介（Kōsuke Suzuki）导演的主流复仇式电影《援助交際撲滅運動 地獄変》。在由日本都市传说“裂口女”改编的，2005年9月上映的桃色恐怖电影《裂口女》中，蓝山南与麻田真夕和华泽柠檬一起饰演了重要角色。
作为一名AV女演员，蓝山南因2005年在日本成人卫星电视网络SKY PerfecTV!的工作而在2006年成人广播奖颁奖典礼上获得了最佳女演员奖提名。她表演最杰出的桃色电影之一，就是2006年5月上映，由今岡信治导演的《叔叔的天堂》。在年度桃色电影大奖赛上，这部电影被选为本年度上映的桃色电影中的第八名，而蓝山南被授予了最佳女演员奖。蓝山南也是2006年主流浪漫幻想片《猫耳少女琪琪》的主角之一。影片于2007年5月在美国发行。
2007年6月，在东京新宿举行的“桃太郎之夜2007”活动中，蓝山南宣布退休离开AV产业。她退休的标志，是2007年6月7日桃太郎和Attackers工作室同时发行的视频以及蓝山南为Attackers特别拍摄的照片。退出AV产业后，蓝山南继续制作桃色电影，包括与平澤里菜子一起主演的《中川准教授的淫荡的日子》，电影于2008年上映。她也出演了由加藤義一导演于2009年11月上映的电影《壺姫ソープ　ぬる肌で裏責め》，这部电影获得了2009年桃色电影的最佳影片奖。由于她在这部影片中的表演，蓝山南第二次被评为最佳女演员。同在2009年，蓝山南获得了桃色丝带奖最佳配角奖。
除了在电视和直供视频电影上露面，青山还加入了先锋派戏剧团体，并于2008年8月在寺山修司的戏剧中演出。
2011年4月，青山与鮎川奈緒共同出演了由加藤義一导演的桃色电影《家庭教師と未亡人義母 まさぐり狂宴》。之后不久，她便声称退出娱乐产业，并于2011年6月关闭了官博。

## 部分作品
- Ambiguous（英语：Ambiguous (film)）（2003年12月）
- Bitter Sweet（2004年10月）
- Uncle's Paradise（英语：Uncle's Paradise）（2006年5月）
- Nakagawa Jun Kyōju no Inbina Hibi（英语：Nakagawa Jun Kyōju no Inbina Hibi）（2008年3月）